# The Mine with the Iron Door (film 1924)
The Mine with the Iron Door è un film muto del 1924 diretto da Sam Wood. La sceneggiatura si basa sull'omonimo romanzo di Harold Bell Wrigh pubblicato nel 1923 a New York. Il film - un western prodotto dalla Sol Lesser Productions - aveva come interpreti Pat O'Malley, Dorothy Mackaill, Raymond Hatton, Charles Murray, Bert Woodruff, Mitchell Lewis, Mary Carr, William Collier Jr., Creighton Hale, Robert Frazer.

## Trama
Bob Hill e Thad Grove, due cercatori, trovano nella capanna del bandito Sonora Jack una bambina rapita. Dopo vane ricerche per trovare i genitori della piccola Marta, i due decidono di tenerla con loro, crescendola come una figlia. Diventata grande, Marta si innamora di Hugh Edwards, un giovane ricercato che sta sfuggendo alla giustizia. Edwards salva, da una banda di fuorilegge che lo taglieggiano, l'indiano Natachee. Per riconoscenza, Natachee gli mostra la posizione della "miniera con la porta di ferro", una miniera aurifera dal filone estremamente ricco. Quando viene a conoscenza della cosa, Sonora Jack rapisce nuovamente Marta, chiedendo come riscatto per la sua liberazione la posizione della miniera. Ma Edwards e Natachee inseguono il bandito e lo uccidono. Dopo aver salvato Marta, Edwards riesce a dimostrare la propria innocenza dall'accusa di appropriazione indebita per cui era ricercato. Ora è libero di sposare la sua Marta.

## Produzione
Il film fu prodotto dalla Sol Lesser Productions, una piccola compagnia specializzata in film di genere. Exhibitors Trade Review del 20 settembre 1924 riportava che il film era entrato nella sua ultima settimana di lavorazione.

## Distribuzione
Distribuito dalla Principal Distributing, il film uscì nelle sale cinematografiche statunitensi il 2 ottobre 1924.
Copia completa della pellicola si trova conservata negli archivi del Gosfilmofond di Mosca e negli Archives Du Film Du CNC di Bois d'Arcy.